# Шан (држава)
Шан је једна од држава Мјанмара. Држава Шан се граничи са Кином на северу, Лаосом на истоку, на југу Тајландом и са пет административних јединица Мјанмара на западу. Има 5.815.384 становника (подаци из 2014. године). Шан је од 14 административних јединица највећи по површини од 155.800 km² и покрива скоро четвртину укупне површине Бурме. Држава је добила име по истоименом народу, једно од неколико етничких група које насељавају подручје државе. Становништво Шана је углавном сеоско са само три града значајне величине: Кенгтунг , Лашио и главни град Таунџи. Таунџи се налази 150,7 километара североисточно од главног града Нејпјидо. 

## Географија
Већина државе Шан се налази на брдовитом платоу – Шански плато, који заједно са вишим планинама на северу и југу чини систем Шанских брда. Клисура реке Салвин пресеца државу. Веома је познато чувено језеро Инле где на плутајућим селима живи народ Интха. У држави се налазе огромне кречњачке пећине Пиндаја, где се налазе 6.226 слика Буде.
У источном делу државе Шан, 24. марта 2011. године је у земљотресу убијено више од 70, а повређено је више од 100 људи. Оштећено је 390 кућа, 14  будистичких манастира и 9 владиних зграда.

## Административна подела
Држава Шан је традиционално подељена на три подгрупе држава:
- Северни Шан
- Источни Шан
- Јужни Шан

Такође је званично подељен на 11 округа:
1. Таунџи
2. Лоилен (Лоилем)
3. Чхоме
4. Мусе
5. Лаукаин (Лаогаи)
6. Кунлонг
7. Лашио
8. Кенгтунг
9. Монгхсат
10. Монгхпак
11. Тачилеик